# Декордова (Тексас)
Декордова (енгл. DeCordova) град је у америчкој савезној држави Тексас. По попису становништва из 2010. у њему је живело 2.683 становника.

## Демографија
Према попису становништва из 2010. у граду је живело 2.683 становника.
| Група             | 2000.  | 2010.         |
| Белци             | . (.%) | 2.576 (96,0%) |
| Афроамериканци    | . (.%) | 2 (0,1%)      |
| Азијати           | . (.%) | 10 (0,4%)     |
| Хиспаноамериканци | . (.%) | 63 (2,3%)     |
| Укупно            | .      | 2.683         |